# Чина безлисточкова
Чина безлисточкова, горошок безлистий (Lathyrus aphaca L.) — вид рослин родини бобові (Fabaceae).

## Морфологія
Пагони цієї однорічної трав'янистої рослини повністю лисі та, як правило, сіро-зелені. Стебло пряме або витке від 10 до 40 см завдовжки, просте або розгалужене, тонке і квадратне. Листя зводиться до вусиків, прилистки великі протилежні в парах, що виступають як листові пластини. Жовті квіти, як правило, поодинокі, розміром 8–15 мм. Плоди 25–35 × 4–7 мм, довгасті, злегка серпоподібні, трохи відмічені швами, голі, з 6–8 насінням. Насіння ≈ 3 мм, гладке, з різьбленням.

## Поширення, біологія
Поширення: Північна Африка: Алжир; Єгипет; Лівія; Марокко; Туніс. Азія: Афганістан; Кіпр; Єгипет — Синай; Іран; Ірак; Ізраїль; Йорданія; Ліван; Сирія; Туреччина; Казахстан; Киргизстан; Таджикистан; Туркменістан; Узбекистан; Індія; Непал; Пакистан. Кавказ: Вірменія; Азербайджан; Грузія; Росія — Передкавказзя, Дагестан, Європейська частина. Європа: Латвія; Молдова; Україна [вкл. Крим]; Албанія; Болгарія; Колишня Югославія; Греція [вкл. Крит]; Італія [вкл. Сардинія, Сицилія]; Франція [вкл. Корсика]; Португалія [вкл. Мадейра]; Гібралтар; Іспанія [вкл. Балеарські острови, Канарські]. Натуралізований у деяких інших країнах.
Росте на узбіччях доріг і луках; 0–1700 м. Цвітіння і плодоношення з березня по травень.
В Україні вид росте по світлих лісах, узліссях та сухих пагорбах — у нижньому поясі гірського Криму.

## Використання
Цей вид рідко використовується як бобові та як корм у Європі та Північній Африці. Дикі популяції Lathyrus aphaca є основними джерелами генетичного різноманіття з потенціалом для покращення свого культивованого аналога, жовтої вики. Він є диким родичем (у групі таксонів 4) і потенційним донором генів культивованого гороху трав’янистого, вики запашної, гороху запашного, вики кіпрської та ряду інших культивованих видів Lathyrus.

## Галерея

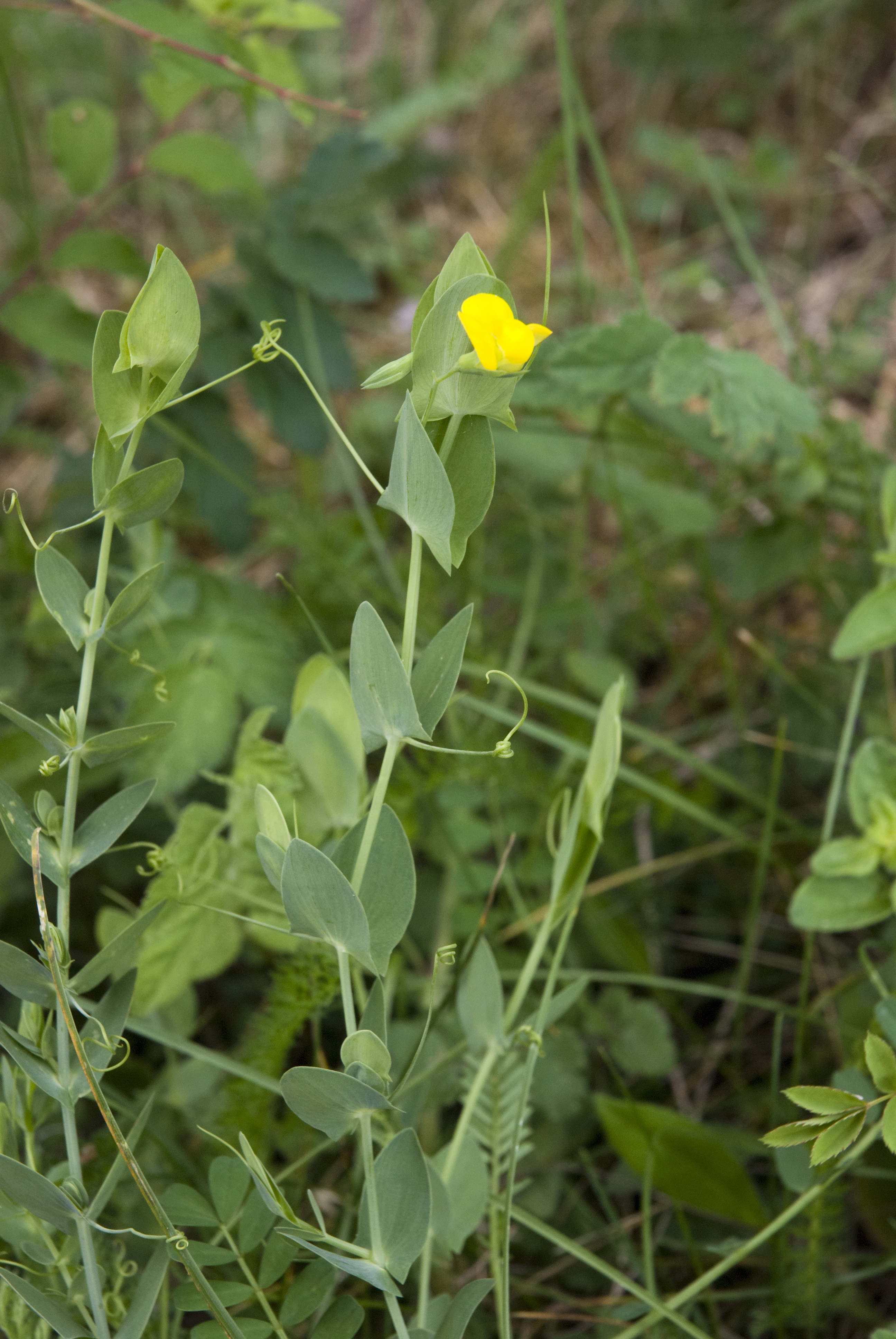
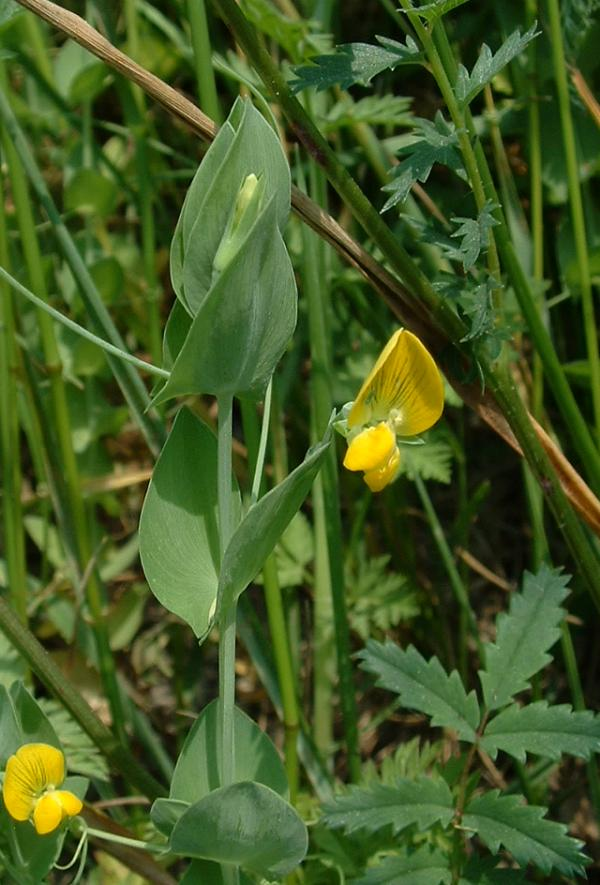
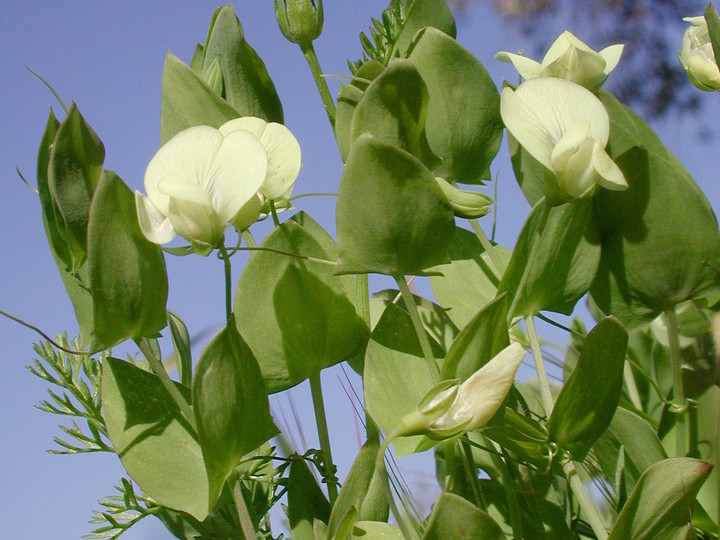
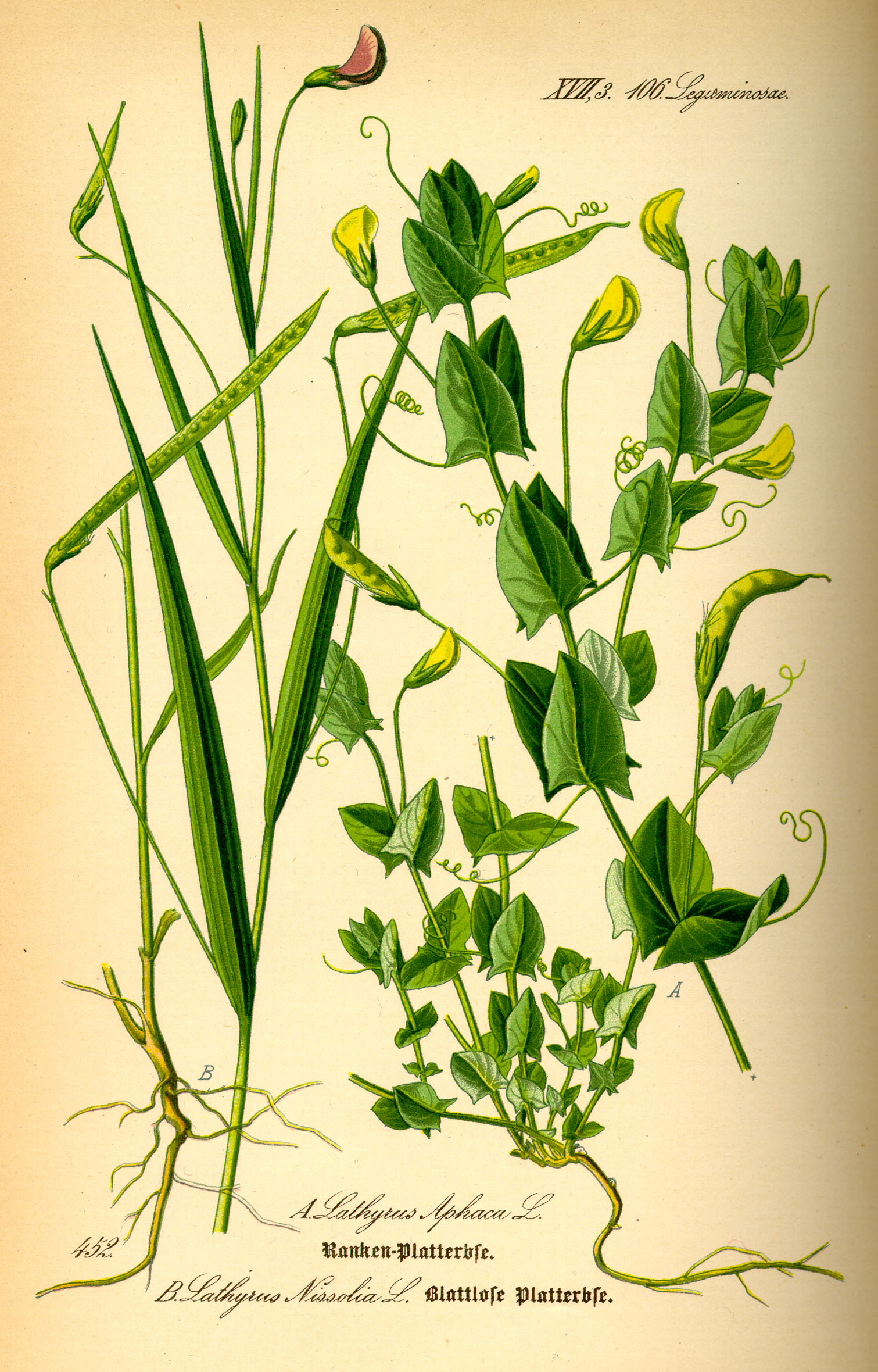